# Breck Eisner
Pour les articles homonymes, voir Eisner.
Breck Eisner, né le 24 décembre 1970, est un réalisateur américain.

## Biographie
Il est le fils de Michael Eisner né le 24 décembre 1970.

## Filmographie

### Réalisateur
- 2002 : Disparition (feuilleton télévisé)
- 2003 : La Voix des crimes (téléfilm)
- 2005 : Sahara
- 2008 : Fear Itself (série télévisée)
- 2010 : The Crazies
- 2015 : Le Dernier Chasseur de sorcières

### Producteur
- 2005 : Un coup de tonnerre